# Moshe Ivgy
Moshe Ivgy est un acteur israélien né le 29 novembre 1953. Il est le père de Dana Ivgy.

## Filmographie
- 1980 : Morning Star (he) d’Akiva Barkin (he)
- 1981 : Indiani Ba'Shemesh de Ram Loevy : Atias
- 1982 : Adon Leon de Ze'ev Revach : Momo Danino
- 1982 : Gabi Ben Yakar d'Uri Barbash
- 1982 : Mitahat La'af de Jacob Goldwasser : Hertzel
- 1983 : Kuni Leml B'Kahir de Joel Silberg
- 1984 : L'Ambassadeur : Chantage en Israël de J. Lee Thompson : étudiant arabe
- 1986 : Ha-Krav Al HaVa'ad d'Avi Cohen : Rafik
- 1986 : Every Time We Say Goodbye de Moshé Mizrahi : Daniel
- 1986 : Lehem de Ram Loevy : Baruch
- 1987 : Deadline de Nathaniel Gutman : Adbul
- 1988 : Mis'chakim Ba'Horef de Ram Loevy
- 1990 : Shuroo de Savi Gabizon : Asher Yashurun
- 1991 : Cup Final (Gmar Gavi'a) d'Eran Riklis : Cohen
- 1992 : Malachim B'Ruah de Gur Heller : Michel
- 1993 : La Momie de Gerry O'Hara : Ali
- 1993 : Nikmato Shel Itzik Finkelstein d'Enrique Rottenberg : Itzik Finkelstein
- 1994 : Les Patriotes d'Éric Rochant : Oron
- 1994 : Max V'Morris de Jacob Goldwasser : Morris
- 1994 : Sipur Shematchil Belevaya Shel Nachash de Dina Zvi-Riklis : Monsieur Robert
- 1995 : Hole Ahava B'Shikun Gimel de Savi Gabizon : Victor
- 1996 : Sof Hamis'chak de Yoni Darmon : Aviad
- 1997 : Ha-Dybbuk B'sde Hatapuchim Hakdoshim de Yossi Somer : Azriel
- 1998 : Arim B'Layla de Yoav Ben-David
- 1998 : Dangerous Acts de Shemi Zarhin : Israel
- 1998 : Yom Yom d'Amos Gitaï : Moshe
- 1999 : Aaron Cohen's Debt d'Amalia Margolin : Aaron Cohen
- 1999 : Zman Avir d'Isaac Zepel Yeshurun : Haim
- 2000 : Asphalt Zahov de Dan Verete
- 2000 : Haboleshet Hokeret de Marek Rozenbaum : Shalom Shalom
- 2003 : Haïm Ze Haïm de Michal Bat-Adam
- 2003 : Sipuray Bate Kafe' d'Amit Lior
- 2004 : Campfire de Joseph Cedar : Yossi
- 2004 : Metallic Blues de Dan Verete : Siso
- 2004 : Spartan de David Mamet : Avi
- 2005 : Munich de Steven Spielberg : Mike Harari
- 2008 : Etsba Elohim de Yigal Bursztyn : Israel
- 2008 : Les Sept Jours de Shlomi et Ronit Elkabetz : Haïm Ohayon
- 2008 : Restless d'Amos Kollek : Moshe
- 2009 : Ultimatum d'Alain Tasma : Professeur Feist
- 2010 : Haiu Leilot de Ron Ninio : Izhak Ben Shmuel
- 2010 : VeBaYom HaShlishi de Moshe Ivgy : Elisha
- 2011 : My Lovely Sister de Marco Carmel : Robert
- 2012 : Haolam Mats'hik de Shemi Zarhin : Professeur Pestil
- 2012 : Menatek Ha-maim d'Idan Hubel
- 2013 : Canailles Connection de Reshef Levi : Deddy
- 2013 : Hasored de Shimon Shai : Hezi
- 2013 : Youth de Tom Shoval : Moti Cooper
- 2014 : Love Letter to Cinema de Tawfik Abu Wael, Michael Alalu, Hagar Ben-Asher, Dana Goldberg, Tomer Heymann, Nadav Lapid, Avi Nesher, Eran Riklis, Dror Shaul et Osi Wald
- 2016 : Amor de Raphaël Rebibo
- 2016 : La Guerre de 90 Minutes d'Eyal Halfon